# الشارع (بني قيس الطور)

تعديل مصدري - تعديل

الشارع هي إحدى قرى عزلة ربع مسعود بمديرية بني قيس الطور التابعة لمحافظة حجة، بلغ تعداد سكانها 817 نسمة حسب تعداد اليمن لعام 2004.تتكون عزلة الشارع من اربع قرى متجاورة وهي قرية العويدة وبني جربان وبني مزعير وظهر المروي الاعلى ومحلة البعاشمة